# Eugène Ysaÿe
Eugène Ysaÿe (Lieja, 16 de juliol de 1858 – Brussel·les, 12 de maig de 1931) fou un violinista, director d'orquestra i compositor belga, germà del també músic Théo Ysaÿe.

## Biografia

### Primers anys
Inicià els estudis musicals amb el seu pare, Nicolas-Joseph Ysaÿe, violinista del Teatre Reial de Lieja i director d'òpera. El 1865 entrà al Conservatori de Lieja amb Désiré Heynberg. Tres anys més tard, coincidint amb la mort de la seva mare i a causa del desacord amb el seu professor i la seva "falta de progrés", deixà el conservatori i acompanyà el seu pare de gira, tocant a l'orquestra on aquest dirigia. El 1872 Ysaÿe tornà a Lieja on estudià amb Rodolphe i Léon Massart. Es diu que mentre un dia estudiava, Henri Vieuxtemps el va sentir des del carrer, i va quedar tan impressionat que fos un nen de dotze anys, que va aconseguir que anés a estudiar a Brussel·les amb el seu assistent, Henryk Wieniawski, i de 1876 a 1879 amb el mateix Vieuxtemps, a París. Això suposà per a Ysaÿe entrar a formar part de l'escola Franco-Belga de violí.

### Carrera
El 1881, fou nomenat concertino de l'Orquestra Bilse de Berlín, l'actual Filharmònica de Berlín, amb la qual va fer gires per Escandinàvia i Rússia, junt amb Anton Rubinstein. Dos anys més tard, es traslladà a París, on es relacionà amb alguns dels compositors francesos més importants del moment, com Claude Debussy, Gabriel Fauré, Camille Saint-Saëns, César Franck, Ernest Chausson i Vincent d'Indy, entre d'altres. Així, Ysaÿe tingué una forta influència en la música francesa per a violí de l'època.
De 1886 a 1898, fou professor del Conservatori reial de Brussel·les, on tingué alumnes com Adolph Koldofsky, Frederic Fradkin, François Rasse, Georges Poniridy, Joseph Gingold, William Primrose, Ernest Bloch, Nathan Milstein, Louis Persinger, Mathieu Crickboom, Enric Morera, Andrés Gaos i Julio Francés, entre d'altres. El 1892, fundà el quartet Quartet Ysaÿe junt amb Mathieu Crickboom, Léon van Hout, Alberto Abraham Bachmann i Joseph Jacob, i el mateix any van iniciar els Concerts Ysaÿe, els quals van seguir fins a 1940.
A partir de 1922, i per culpa de problemes amb el braç de l'arc, se centrà en la direcció. A causa de la diabetis que patia, el 1929 li van haver d'amputar un peu, però això no li impedí de seguir dirigint.
Gràcies a la seva fama d'intèrpret excel·lent, diversos compositors van dedicar-li obres, com la famosa Sonata per a violí i piano de Frank com a regal de bodes, el Poème de Chausson o el Quartet de corda de Debussy. Una de les seves obres més conegudes són les Sis sonates per a violí sol, dedicades cada una a un violinista diferent.

## Llegat
L'obra d'Ysaÿe no és una de les més extenses, però deixà un important llegat interpretatiu i pedagògic. Yehudi Menuhin recorda una classe amb Ysaÿe, professor del seu professor Louis Presinger, on li recomanà practicar escales i arpegis, una pràctica no tan comuna en aquella època com avui en dia. Pau Casals deia no haver sentit mai un violinista tocar tan afinat, i Carl Flesh digué que era «el violinista més espectacular i individual que mai he sentit», i que la seva influència era vital. Joseph Szigeti atribuí a la prohibició del pare d'Ysaÿe d'usar prematurament el vibrato, la particular, variada, però disciplinada forma del seu vibrato. També fou destacable el seu ús del rubato, que tot el temps que agafava el retornava seguidament, com el rubato de Frédéric Chopin.
El 1937, la reine Elisabet de Bèlgica va crear el concurs musical Eugène Ysaÿe, que des de 1951 es va rebatejar Concurs Reina Elisabet que amb el temps va esdevenir un dels concursos internacional de més prestigi.

## Obres destacades

### Obres per a violí sol
- 6 Sonatas per a violí sol, Op. 27
- 10 Preludes, Op. 35
- Étude posthume
- Cadença per al concert de violí de Beethoven Op.61, 1r mov.
- Cadença per al concert de violí de Tchaikovsky Op.35, 1r mov.
- Cadença per al concert de violí de Brahms Op.77, 1r mov.

### Obres per a violí i piano
- 2 Mazurkas de Salon, Op.10 (1884)
- Lointain passé, Mazurka No.3, Op.11 (1893)
- Rêve d'enfant, Op.14
- "Variacions Paganini",sobre el capriccio 24
- Deux célèbres Arias (de J.S. Bach i G.F. Handel, arranjades per Ysaÿe)
- Valtz en mi menor Op postum. [KKIVa/15] (compost per Frédéric Chopin, arranjat per Ysaÿe)
- Ballade No. 1 in G minor, Op. 23 (composta per Frédéric Chopin, arranjada per Ysaÿe)

### Música de cambra
- Sonata per a violoncel sol, en do menor, Op.28 (1924)
- Piano Trio No.1, Op.33
- Sonata per a dos violins, Op. postum. (1915)
- Trio de cordes (2 violin i una viola) "Le Chimay", Op. postum. (1915)
- Quintet de corda, Op.15, per 2 violins, 2 violas i cello "à mon frère Théophile" (1894)
- String Quartet
- "Variacions Paganini" per a quartet de corda
- Piano Trio No.2

### Obres orquestrals
- Brabançonne, en re major (1918)
- Exil, per a orquestra de violins i violes, Op. 25

### Obres concertants
- Saltarelle carnavalesque, per a violí i orquestra (o piano) Op.11
- Poème élégiaque, per a violí i orquestra, Op.12 (orquestrat per Jacques Ysaye)
- Au rouet, per a violí i orquestra, Op.13
- Chant d'hiver, per a violí i orquestra, Op.15
- Méditation, per a cello i orquestra, Op.16
- Berceuse, per a violí i orquestra, Op.20
- Extase, per a violí i orquestra, Op.21
- Sérénade, per a cello i orquestra, Op.22
- Les neiges d'antan,per a violí i orquestra, Op.23
- Divertimento per a violí i orquestra, Op.24
- Amitié, poem, per a dosviolins i orquestra, Op.26
- Poème nocturne, per a violí, cello i orquestra, Op.29
- Harmonies du soir, per a quartet de corda i orquestra, Op.31
- Fantasia, per a violí i orquestra, Op.32
- Concerts per a violí (alguns encara sense publicar).

### Òperes
- Piére li houyeû (Pere el miner)